# Lockheed X-7
Lockheed X-7 – nazywany latającą rurą od piecyka (ang. Flying Stove Pipe) był bezzałogowym statkiem powietrznym w formie pocisku rakietowego, służącym jako platforma testowa do badań silników strumieniowych (Ramjet) i technologii naprowadzania pocisków rakietowych. 
X-7 był wynoszony w powietrze przy pomocy samolotów B-29 Superfortress lub B-50 Superfortress, następnie następował zapłon przyspieszającego silnika rakietowego rozpędzającego pocisk do prędkości 1625 km/h, przy której rozpoczynał pracę testowany silnik strumieniowy. Zużyty po około 5 sekundach pracy silnik przyspieszający był odstrzeliwany, a po zakończeniu testu X-7 powracał na ziemię na spadochronie, wbijając się w grunt specjalnie do tego celu skonstruowanym długim ostrym dziobem, co chroniło pocisk przed poważniejszymi uszkodzeniami.
Pierwszy lot pocisku oznaczonego jako X-7A-1 odbył się 15 kwietnia 1951 roku, ale nie powiódł się. Kolejny lot w październiku również nie przebiegł pomyślnie ze względu na oderwanie się statecznika. Wkrótce opracowano ulepszone wersje pocisku, najpierw X-7A-3, a później X-7B które miały mniejszą rozpiętość skrzydeł i większą długość. Na podstawie ulepszonej wersji zbudowano szybki cel powietrzny operujący na dużych wysokościach XQ-5 Kingfisher dla marynarki amerykańskiej, przeznaczony do testów nowego pocisku przeciwlotniczego RIM-8 Talos.
Podczas 10 lat używania, pociski X-7 wykonały 130 lotów, z czego 80 zakończyło się pomyślnie. W czasie testów X-7 ustanowił wiele rekordów prędkości dla statków powietrznych napędzanych silnikiem innym niż rakietowy. Poza testami strumieniowych silników odrzutowych, X-7 przenosił aparaturę elektroniczną do pomiaru przyspieszeń, testowania aerodynamiki i termodynamiki lotu, własności paliw stałych napędzających pocisk, oraz spadochronów dużych prędkości.
Ostatni lot X-7 odbył się 20 lipca 1960 roku. Łącznie z celami powietrznymi XQ-5, konstrukcyjnie prawie identycznymi z X-7, zbudowano 61 egzemplarzy tych pocisków. Do dzisiaj ocalała nieokreślona liczba (prawdopodobnie kilkanaście) X-7 z czego 5 znajduje się w muzeach.